# イ・ホンギ
イ・ホンギ（朝: 이 홍기、1990年3月2日 - ）は、韓国の歌手、俳優。FTISLANDのボーカルを担当している。

## 概要
- 本貫は全州李氏[1]。
- 身長174cm、体重60kg、血液型AB型[2]。
- 父母、妹が一人。
- 趣味は、ネイル、歌、音楽鑑賞、サッカーゲーム（ボードゲーム、インターネットゲーム）、料理。特技は、歌、サッカー、ボウリング、ビリヤード、ゴルフ。
- キム・ヒチョル（SUPER JUNIOR）率いるチョコボール（ちょっとサイコでも見れば見るほど魅力的な人達の集まりの略）の一員。

## 来歴
- 子役の経験があり、2009年に『美男＜イケメン＞ですね』のジェルミ役で、久しぶりに本格的なドラマ復帰を果たした。
- 2010年5月に『FTISLAND』として日本メジャーデビュー。
- 2011年4月からテレビドラマ『マッスルガール!』に出演し、日本でも俳優デビュー。
- 2014年6月に自身のファッションブランド「Skullhong」を立ち上げる。彼はアクセサリー、ジュエリー、様々なネイル製品をデザインしている[3]。元々はソウルに拠点を置いていたが、その後、ビジネスを香港と日本の東京に拡大している[4]。
- 2019年9月30日、強制兵役を開始し、FTISLAND最初に兵役に入った[5]。

## ディスコグラフィー

### アルバム
- ≪AM302≫ （2015年12月9日、日本盤）
- ≪FM302≫ （2015年11月）
- Cheers（2018年12月5日）

## ライブ
- LEE HONG GI 1st Solo Concert「Merry 302 MHz」（2015年12月16日・17日、パシフィコ横浜国立大ホール／2015年12月24日・25日、グランキューブ大阪）

## 出演

### ドラマ
- マジックキッド・マスリ（朝鮮語版）（2002年、KBS2） - キム・ジフン 役
- TVで見る原作童話（朝鮮語版）（2003年、EBS） - サ・ホンジュン 役
- カンスン（朝鮮語版）（2004年、EBS） - オ・スボン 役
- 氷点（2004年、MBC） - ファニ 役
- 冬の子ども（2005年、EBS） - トゥシク 役
- 君の爪端に光が残っていた（2006年、EBS） - ハン・ジュミン 役
- オンエアー（2008年、SBS） - FTISLANDとして第1話にカメオ出演
- 美男＜イケメン＞ですね（2009年、SBS） - ジェルミ 役
- 僕の彼女は九尾狐＜クミホ＞（2010年、SBS） - ジェルミ役で16話にカメオ出演
- マッスルガール!（2011年、MBS・TBS） - ユ・ジホ（キム・チゲ） 役
- のり子、ソウルへ行く!（朝鮮語版）（2011年9月11日、KBS） - ミンハ 役
- フェニックス〜約束の歌〜（2013年6月7日、映画は韓国・日本ともに全国公開） -  チュンイ 役
- 百年の花嫁（朝鮮語版）（2014年2月、韓国） -  チェ・ガンジュ 役
- モダン・ファーマー（朝鮮語版）（2014年10月、SBS） -  イ・ミンギ 役
- 花遊記（2017年12月23日 - 2018年3月4日、tvN） - チョ・パルゲ（PK） 役
- 僕を溶かしてくれ（2019年9月28日 - 2019年11月17日、tvN） - ソン・ヒョンギ 役

### バラエティ
- ドキドキ彼女づくり（2007年、Mnet）
- 私たち結婚しました 世界版[6]（2013年、MBC） - 女優・藤井美菜と仮想結婚。
- PRODUCE 48（2018年6月15日 - 8月31日、Mnet・BSスカパー!） - 日韓公開オーディション番組。ボーカルトレーナーとして出演。
- PRODUCE 101 JAPAN THE GIRLS（2023年10月5日 - 12月16日、Lemino・TBS） - 上記をベースとした日本版の公開オーディション番組。ボーカルトレーナーとして5年ぶりに出演。

### ミュージカル
- 真夏の世の夢（2009年）
- VAMPIRE（2014年8月、日本） -  ドラキュラ 役

### ウェブ番組

#### ドラマ
- あなたが憎い！ジュリエット[7]（2019年2月14日 - 、okususu） - チャ・ユル 役

#### バラエティ
- 核インサ同盟（2019年2月19日 - 、V LIVE）

## 受賞歴
- 2009年 SBS演技大賞 ニュースター賞（『美男＜イケメン＞ですね』）
- 2013年 ネイルクイーン2013 - メンズ部門